# アナンブラ州

アナンブラ州
Anambra州の愛称: みんなの故郷

アナンブラ州 (アナンブラしゅう、Anambra) は、ナイジェリア南部（伝統的には東部の北西）の州。州都はアウカ。最大都市はオニチャ。アフリカで最も人口密度が高い地域の一つである。
旧アナンブラ州は1976年に東部中央州を旧イモ州と南北に分割するかたちで設置され、州都はエヌグに置かれた。アナンブラの名はニジェール川左岸の支流アナンブラ川の流域であることから名付けられた。1991年に東部がエヌグ州に分割され、州都はアウカに移された。1996年にはエヌグ州とアビア州からエボニ州が分割された。その他、北にコギ州、西にデルタ州、南西にリバーズ州と接する。オニチャとデルタ州アサバの間にはニジェール川本流が流れニジェール橋が架かる。
最大かつ多数の民族はイボ、次いでイガラ、少数民族にアドゥゲがいる。

## 政治
医師出身のクリス・ンギゲ知事（任期：2003年5月29日 - 2006年3月16日、国民民主党所属）は数度にわたるクーデター未遂事件で2003年7月10日には誘拐され、2004年11月29日にも暗殺未遂事件が起こり、アナンブラ州政府施設を警備する連邦警察部隊との共謀により雇われた（と信じられている）放火犯により州下院と他の個人所有の公的施設が燃やされ400億ナイラ（3億米ドル）の損害を被った。2006年3月15日連邦控訴裁判所により2003年の選挙が無効とされンギゲは失職し、ピーター・オビが後任となり同年3月17日に就任した。
オビに違法行為疑惑が持ち上がり議会による弾劾手続きが進められ、	2006年11月3日より一時的にバージニア・エシャバが知事代行を務めたが控訴審で弾劾が無効となったため2007年2月9日にオビが復職。当初、オビは失職したンギゲの残り任期を務めていると見做されていたため、無効となった2003年の選挙から4年後の2007年に選挙が行われエマニュエル・ンナムディ・ウバが当選した。敗北したオビは自らの任期は2006年3月17日からの4年間であると訴え出た。裁判所がこの主張を認めたため6月14日にオビは知事に復職し、任期は2010年3月17日までとなった。ウバは14日で知事職を取り消された。
2013年11月16日の知事選挙で元銀行家のウィリー・オビアーノが当選、翌2014年3月17日に知事に就任。2017年11月18日の知事選挙で再選。

## 行政区分

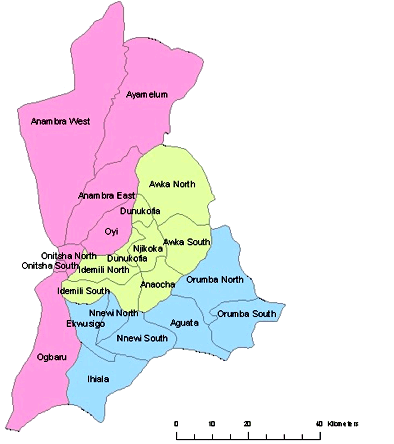
アナンブラ州行政区分

アナンブラの主要都市はアウカ、オニチャ、ンネウィ、オボシ、イヒアラ、ウリ、オトゥ＝オチャ、ンミアタ＝アナム、アウクズ、アタニ、イチダなどである。
1991年以降のアナンブラ州の地方行政区域 (LGA) は21ある。
- 北アウカ
- 南アウカ
- アグアタ
- アナオチャ
- アナンブラ
- 西アナンブラ
- アヤメルム
- 北イデミリ
- 南イデミリ
- イヒアラ
- エクゥシゴ
- オイ
- オグバル
- 北オニチャ
- 南オニチャ
- 北オルンバ
- 南オルンバ
- ドゥヌコフィア
- ンジコカ（ビアフラ戦争終戦地）
- 北ンネウィ
- 南ンネウィ

## 産業
アウカはナイジェリアの金属加工と木彫工芸の中心地である。オニチャには西アフリカで最大規模の市場がある。アブラヤシ、トウモロコシ、米、ヤムイモ、キャッサバが主な農産物である。漁業も盛んである。

## 教育
アウカにンナムディ・アジキウェ大学、ウリにアナンブラ州立大学、オコに連邦工科院、ンスグベにンワフォル・オリズ教育大学がある。イグバリアムにあった農業大学は州立大学の農学部へと統合された。アナンブラは識字率が高く小中学校の数も多く、高等教育が限られるナイジェリアで大学受験資格者の数が最も多い。

## アナンブラ出身の著名人
- ンナムディ・アジキウェ(Benjamin Nnamdi Azikiwe)(1904年～1996年)：イボ人。ナイジェリア保護領第3代総督(1960年～1963年)。初代大統領(1963年～1966年)
- チヌア・アチェベ(Chinua Achebe)(1930年～2013年)：イボ人。小説家。代表作：「崩れゆく絆」。
- チュクエメカ・オジュク(Chukwuemeka Odumegwu-Ojukwu)(1933年～2011年)：イボ人。ビアフラ共和国大統領(1967年～1970年)。
- フィリップ・エミーグワリ(Philip Emeagwali)(1954年～)：イボ人。コンピュータ技術者・地理学者。
- チママンダ・ンゴズィ・アディーチェ(Chimamanda Ngozi Adichie)(1977年～)：イボ人女性。作家。代表作：「アメリカにいる、きみ」。
- アモビ・オコイエ(Amobi Okoye)(1987年～)：イボ人。アメフト選手。
- イフェオマ・オニェフル : 児童文学作家